# ابوالفتح سگزی
ابوالفتح سگزی یا ابوالفتح سیستانی، از شاعران و ملوک برجسته سیستان در سده یازدهم هجری قمری است. علاوه بر حکومت داری، در سرودن شعر تبحر داشت. گرچه در سیاست حکومتی با برادرش ملک حمزه اختلافی نداشت، اما در زمینه شعر وشاعری با وی اختلاف داشت.
حمزه غافل سیستانی این رباعی را خطاب به برادرش ابوالفتح سیستانی سروده است.
| برخاطر عاطرت غباری نرسد  |  | از گفته من تو را نقاری نرسد |
| هرچند طلای خاطرت غش نیست |  | بی زحمت آتش به عیاری نرسد   |

ابوالفتح نیز پس از دیدن رباعی برادرش، در جواب می سراید. 
| نظمم ز شراب معنوی سرشار است |  | در کش را هوشیاری، ای در کار است |
| محتاج به پایمردی آتش نیست   |  | نقد سخنم، طلای دست افشار است    |

## جستار های وابسته
- سیستان
- شاعران سیستانی
- شاعران ایرانی